# Dekanat Gera
Das Dekanat Gera ist ein Dekanat des römisch-katholischen Bistums Dresden-Meißen.
Es umfasst zehn Pfarreien im ostthüringischen Teil des Bistums mit rund 9400 Katholiken. Bei der Neustrukturierung der Dekanate 2002 wurde das Dekanat Altenburg in das Dekanat Gera integriert.
Dekan ist der Pfarrer der Pfarrgemeinde St. Elisabeth Gera.

## Pfarreien mit zugehörigen Kirchengebäuden
| Pfarrei            | Patrozinium                    | Katholiken | Verantwortungsgemeinschaft         | Pfarrkirche                                            | Filialkirchen und Kapellen                              | Bild der Pfarrkirche |
| ------------------ | ------------------------------ | ---------- | ---------------------------------- | ------------------------------------------------------ | ------------------------------------------------------- | -------------------- |
| Altenburg          | Erscheinung des Herrn          | 1638       | VG Altenburg-Rositz                | Erscheinung des Herrn Altenburg                        | Mariä Unbefleckte Empfängnis Schmölln                   |                      |
| Bad Lobenstein     | Christus König                 | 1022       | VG Greiz-Bad Lobenstein-Zeulenroda | Christ-König-Kirche Bad Lobenstein                     | St. Paulus Schleiz                                      |                      |
| Eisenberg          | Mariä Verkündigung             | 565        | VG Gera                            | Mariä Verkündigung Eisenberg (ehem. Gottesackerkirche) | St. Marienkapelle Eisenberg                             |                      |
| Gera               | St. Elisabeth                  | 2096       | VG Gera                            | St. Elisabeth Gera                                     | St. Jakobus Gera-Langenberg, Maria Geburt Ronneburg     |                      |
| Gera-Süd           | Hl. Maximilian Kolbe           | 720        | VG Gera                            | Maximilian-Kolbe-Kirche Gera-Lusan                     | Edith-Stein-Kapelle Gera-Lusan                          |                      |
| Greiz              | Herz Jesu                      | 1098       | VG Greiz-Bad Lobenstein-Zeulenroda | Herz-Jesu-Kirche Greiz                                 |                                                         |                      |
| Hermsdorf          | St. Josef                      | 489        | VG Gera                            | St. Josef Hermsdorf                                    |                                                         |                      |
| Rositz             | Mutter Gottes vom Berge Karmel | 591        | VG Altenburg-Rositz                | Kirche Mutter Gottes vom Berge Karmel Rositz           | St. Joseph der Arbeiter Lucka, St. Elisabeth Meuselwitz |                      |
| Stadtroda-Kahla    | Hl. Geist                      | 650        | VG Gera                            | St. Jakobus Stadtroda                                  | St. Nikolaus Kahla                                      |                      |
| Zeulenroda-Triebes | Hl. Familie                    | 492        | VG Greiz-Bad Lobenstein-Zeulenroda | Heilige-Familien-Kirche Zeulenroda                     |                                                         |                      |

## Pastoraler Erkundungsprozess
Im Rahmen des Pastoralen Erkundungsprozesses schlossen sich mehrere Pfarrgemeinden zu Verantwortungsgemeinschaften zusammen. Diese Verantwortungsgemeinschaften sollen sich bis 2021 zu neuen Pfarreien fusionieren.